# Quechua costeño
El quechua costeño, marítimo o chinchano habría sido una variedad del quechua clásico hablada en zonas costeras de los actuales departamentos peruanos de Lima e Ica, muchas veces en superposición con el quingnam por el norte o con las lenguas aimaras por el sur. Se habría extendido por los valles costeños ubicados entre el río Rímac y el río Ica, limitando por el norte con la zona de habla quingnam y por el sur con una lengua de la familia aimara o aru, con la cual compartía una zona de transición en los valles de Pisco e Ica. Como otras variedades quechuas no sureñas, habría sido considerado como un quechua chinchaisuyo durante el periodo virreinal. Su extinción habría estado detonada por el despoblamiento de la costa surperuana como parte de la catástrofe demográfica andina
No existe ningún dialecto quechua sobreviviente que pueda considerarse probadamente descendiente de tal quechua costeño, y su mera e.stencia es materia de debate entre los especialistas. Existen informaciones cronísticas que apuntan a que el reino de Chincha habría hablado alguna variedad quechua como lengua propia. El lingüista Alfredo Torero propuso a finales del siglo XX que el quechua y específicamente un quechua chinchano habría sido difundido y utilizado como lingua franca gracias a la gran actividad comercial del señorío de Chincha y la importancia religiosa del oráculo de Pachacámac. De acuerdo con este mismo investigador, sería posible que tal quechua costeño fuera el ancestro del moderno quichua ecuatoriano. Sin embargo, la hipótesis chinchana para el surgimiento del ecuatoriano ha sido duramente criticada por especialistas posteriores.
Tampoco existe consenso sobre qué documentos virreinales reflejarían al llamado quechua costeño. En un famoso artículo de 1990, Rodolfo Cerrón-Palomino planteó una serie de características fonológicas y gramaticales del quechua costeño a partir del primer diccionario y la primera gramática del quechua, preparados por fray Domingo de Santo Tomás e impresos en Valladolid en 1560. Sin embargo, Santo Tomás no indica en ningún pasaje de ambas obras dónde recogió sus datos lingüísticos y la atribución de ambas al quechua costeño se basa en informaciones sobre su labor pastoral en la década de 1540. Entre las características atribuidas por Cerrón-Palomino al quechua costeño se encuentran: (i) la ausencia de segmentos aspirados y eyectivos, (ii) la sonorización de las oclusivas tras un segmento nasal (tal como ocurre contemporáneamente en los quechuas norteños), y (iii) la fricativización de las oclusivas en posición de coda (tal como ocurrió en el cuzqueño), entre otras. Estudios publicados en el presente siglo han cuestionado gravemente la adjudicación del quechua de Santo Tomás a la región de Chincha, mientras que el lingüista huancaíno se ha ratificado en la existencia de esta variedad costeña.

La interpretación de la variedad lingüística dominante en la obra de Santo Tomás como “quechua costeño” llegó a formar parte de una visión de consenso de la (pre)historia quechua, que permaneció vigente por casi cinco décadas. Al final, esta interpretación fue refutada en un trabajo de Itier (2013), en el que señala la debilidad de la base documental del llamado “quechua costeño”. A esta crítica se agrega la problematización de los contactos marítimos entre el Perú central y el Ecuador, sobre todo con relación al viaje de regreso de norte a sur, contrario al sentido de la corriente marina (Hocquenghem, 2012), y la falta de una presencia toponímica sólida del quechua en la zona de la costa central peruana (Arjan Mossel, comunicación personal). Estos nuevos abordajes ponen en debate el origen geográfico tanto de la variedad del quechua que domina en la obra de Santo Tomás, como del quechua (o quichua) ecuatoriano.
Willem F. H. Adelaar (2022, p. 107)